# 索德超
索德超（葡萄牙語：José Bernardo de Almeida，1728年1月15日—1805年11月12日），字越常，教名若瑟，乾隆、嘉庆朝葡萄牙耶稣会来华传教士，曾任钦天监监正，为和珅幕僚。

## 生平
1728年1月15日出生于科英布拉教区的佩内拉，1746年2月23日开始在里斯本近郊的阿罗伊奥斯（Arrojas）地方修道院修业，接受到东方传教的训练，1759年5月13日抵达中国。最初在北京参与天文历算，1779年出任钦天监监正，同时兼职为药师，并和安国宁一道开设算学馆。索德超在华期间耶稣会正受到西方各国镇压，葡萄牙在1759年驱逐了境内的耶稣会，但他仍为在澳门的葡萄牙人提供保护。马戛尔尼访华期间，马戛尔尼提前得知索德超厌恶英国人，因此故意在他面前使用英语和法语说话，好让清廷更换翻译，索德超听不懂这两种语言，因此用拉丁语痛骂马戛尔尼使团随行的意大利翻译。乾隆皇帝病逝后，即位的嘉庆皇帝命令钦天监的传教士进攻叩拜乾隆皇帝的牌位，但索德超以不符合天主教教义为由坚决拒绝叩拜，嘉庆皇帝以其忠直而信任有加。1805年11月12日在北京去世。